# Havelock, North Carolina
Havelock är en stad (city) i Craven County i North Carolina. Vid 2020 års folkräkning hade Havelock 16 621 invånare.
Marine Corps Air Station Cherry Point är belägen i stadens utkant.